# 千人針 (映画)
『千人針』（せんにんばり）は、1937年（昭和12年）に公開された、日本最初の劇場公開用カラー映画である。

## 解説
日本国内ではフィルムは戦災等で消失し、存在を知る者はごくわずかな存在だった。また、国産フィルムによる撮影ではなかった為、従来、日本初のカラー映画は1951年（昭和26年）の『カルメン故郷に帰る』とされてきた。
長らく現存しないとされてきたが、2003年（平成15年）8月にモスクワのロシア国立フィルム保存所（ゴスフィルモフォンド）のアーカイブ整理で、66年ぶりにフィルムが発見された。1945年（昭和20年）8月9日にソ連対日宣戦布告により、中国東北部（旧：満州）に侵攻したソ連軍によって接収されたフィルムで、NHKのドキュメンタリー番組で広く知られるようになった。ただし、オリジナルフィルムが1,062mあったのに対し、現存するのは半分近くの534mである。
発見後、IMAGICAによりデジタル復元版が制作され、2017年（平成29年）5月14日・20日に東京国立近代美術館フィルムセンターで公開された。

## あらすじ
生き別れの母から離れ暮らしていた青年に召集令状が届き日中戦争へ赴く。出征前にその母と会い、千人針に糸を通してもらい戦場へ赴く。

## キャスト
- 正太郎 - 福井松之助
- 老婆 - 杉浦くに
- 時子 - 滝沢靜子
- お芳 - 橘曻子
- 美代子 - 京町文代

ほか

## スタッフ
- 監督：三枝源次郎
- 脚本：佃血秋
- 撮影：漆山祐茂
- 制作：大日本天然色映画

## 戦前のカラー映画
戦前の日本では、富裕層や写真店の経営者、日本在住の外国人を中心に、アメリカ製コダック・カラーフィルムやドイツ製アグファ・カラーフィルムなどによるホームムービーが撮影されるなど、一部の家庭では普及していた。
また、『千人針』が製作された1937年には、資生堂花椿会の会員優待イベント「花椿会員の集ひ」の上映用に、コダクローム16mmカラーフィルムによる化粧の解説映画『資生堂式新美顔術』が製作された。400フィート約15分で、「基礎化粧」「洋風化粧」「和風化粧」の3編、計45分が製作され、外国での現像を経て、1938年（昭和13年）3月に基隆市で最初の上映会が開かれ、5月以降は沖縄を除く内地と樺太、朝鮮、満州で、翌1939年（昭和14年）5月には沖縄でも上映された。なお、フィルム自体は戦時中に失われた。
『千人針』以降、1945年（昭和20年）にも戦中疎開の中での疎開児童と教師との日々を綴った映画『春の歌』が国産フィルムを使用し試作されている。しかし、この映画のフィルムも戦災で現存しない。